# JACC: Cardiovascular Interventions
JACC: Cardiovascular Interventions, abgekürzt JACC-Cardiovasc. Interv., ist eine wissenschaftliche Fachzeitschrift, die vom Elsevier-Verlag im Auftrag des American College of Cardiology veröffentlicht wird. Die Zeitschrift wurde 2008 gegründet und erscheint mit zwölf Ausgaben im Jahr. Es werden Arbeiten veröffentlicht, die sich mit Eingriffen an den Gefäßen des Herzens beschäftigen.
Der Impact Factor lag im Jahr 2014 bei 7,345. Nach der Statistik des ISI Web of Knowledge wird das Journal mit diesem Impact Factor in der Kategorie Herzkreislaufsystem an siebenter Stelle von 123 Zeitschriften geführt.